# Sophia Lee
Sophia Lee est une femme de lettres anglaise, née en 1750, morte en 1824.

## Biographie
Son père avait été acteur, puis s’était occupé de remanier pour le théâtre des pièces d’auteurs célèbres. La jeune Sophie débuta dans les lettres en faisant représenter à Londres, en 1780, un drame en trois actes, le Chapitre des accidents, basé sur Le Père de famille de Denis Diderot ; mise en scène par George Colman le 5 août 1780 à Londres au Théâtre de Haymarket, la pièce a beaucoup de succès.
Son père étant mort l’année suivante, elle ouvrit à Bath, avec sa sœur Henriette, une maison d’éducation. Cet établissement prospéra et, en 1803, les deux sœurs, devenues maîtresses d’une petite fortune, se retirèrent à Clifton, ou elles continuèrent à demeurer ensemble.

## Œuvres

### Théâtre
- The Chapter of Accidents (1780).
- Almeyda, Queen of Granada, tragédie (1796) ; représentée à Londres au théâtre royal de Drury Lane le 20 avril 1796, elle ne sera jouée que cinq fois[2].
- The Assignation, comédie (1807).

### Romans et nouvelles
- The Recess: or, a tale of other times (1783–1785)[3] ; ce roman historique à tendance gothique connaît le succès ; Pierre-Bernard Lamare le traduit en français en 1787 sous le titre Le souterrain, ou Matilde[4].
- deux nouvelles Conte d’une jeune fille et Conte d’un homme d’Église dans Canterbury Tales (1797–1799), écrit en collaboration avec sa sœur Harriet Lee.
- The Life of a Lover, 6 volumes (1804), traduit en français en 1808 sous le titre de Savinia Rivers, ou Le danger d'aimer.
- Ormond; or the Debauchee (1810).